# Weteringschans 31
Weteringschans 31 is een gebouw in Amsterdam-Centrum.
Het schoolgebouw is gelegen aan de Weteringschans in Amsterdam. Het wordt aan de noordzijde belend door rijksmonument Weteringschans 29, het Barlaeus Gymnasium. Aan de overzijde van de Weteringschans staat Paradiso, eveneens een rijksmonument. 
In mei 1878 stelt Burgemeester en wethouders van Amsterdam voor een terrein van 6,45 aren uit de openbare verkoop te halen en "uit de hand" te verkopen voor het "stichten van een schoolgebouw". De verkoop vond plaats aan het bestuur van de (eerste) Industrieschool voor Vrouwelijke Jeugd, een oude variant van de combinatie van een huishoudschool en ambachtsschool. De prijs bedroeg 25 gulden per vierkante meter. Indien het bestuur niet overging tot het plaatsen van een schoolgebouw, dan zou een boete van opnieuw 25 gulden per vierkante meter berekend worden. Die school vanaf 1865 opgericht door de Maatschappij tot Nut van 't Algemeen was eerst gevestigd op de hoek van de Herengracht en Brouwersgracht vertrok bij een toenemend aantal leerlingen naar de Kerkstraat, maar ook daar groeide het door. Het bestuur nam architect Dolf van Gendt in de arm, die vasthield aan zijn ontwerp en zo het budget behoorlijk liet oplopen. In het najaar van 1879 werd de aanbesteding uitgeschreven en er kan melding gemaakt worden dat aannemers het gebouw voor ruim 60.000 gulden kunnen bouwen. Het bestuur moest alle zeilen bijzetten om het benodigde geld bij elkaar te krijgen, de Maatschappij tot Nut van 't Algemeen droeg wederom bij. De leervakken die zouden worden gegeven waren boekhouden, farmacie, kunstgeschiedenis, houtgraveren, tekenen, (rechtlijnig en patroon-) schilderen, kartonneren, handwerken, schilderen en "oefening op de naaimachine". In april 1881 was de bouw zover gevorderd dat in het gebouw een bazar kon worden georganiseerd om geld bijeen te brengen voor de inrichting van het gebouw.
Op 29 april 1881 werd melding gemaakt van de oplevering van het gebouw met vestibules, portalen, leslokalen annex werkplaatsen, ontvangstkamer, magazijn en een directeurs- in dit geval een directricewoning. De verwarming werd vanuit het souterrain geregeld door een centraal heetwaterinrichting met buizen in dat souterrain. De verwarmde lucht liet men via gemetselde kanalen naar boven stromen. Tevens vond er via andere gemetselde kanalen ventilatie plaats. De leerlingeningang kwam aan de Zieseniskade (de westelijke kade van de achtergelegen Lijnbaansgracht). Hiermee kon de school de bewoners van de villa’s aan de Weteringschans gerust stellen dat aan de voorgevel weinig rumoer zou plaatsvinden, bovendien was er dan ruimte voor een voortuin(tje). Het is terug te vinden in de teruggetrokken rooilijn. In mei 1881 kwam koningin Emma de school bezoeken, er werd al lesgegeven. In 1990 hield De Schans een reünie vanwege 125 jaar Industrieschool. 
Van Gendt kwam met een gebouw in een vrije variant van de Romaanse bouwstijl, maar ook eclectische stijl. In 1951 vond er een grondige verbouwing plaats, onder leiding van Herman Knijtijzer en Jan van der Linden. Er werd in wezen een hele nieuwe verdieping opgezet. De middelste deel van klassiek ogende voorgevel werd opgeofferd aan een strak rechthoekig ontwerp. In de periode 2002-2004 vond opnieuw een grote verbouwing plaats; het gebouw werd samengevoegd met dat van het Barlaeus, maar aan de buitenzijde wijzigde in wezen niets, behalve dat dit gebouw de hoofdingang kreeg.    

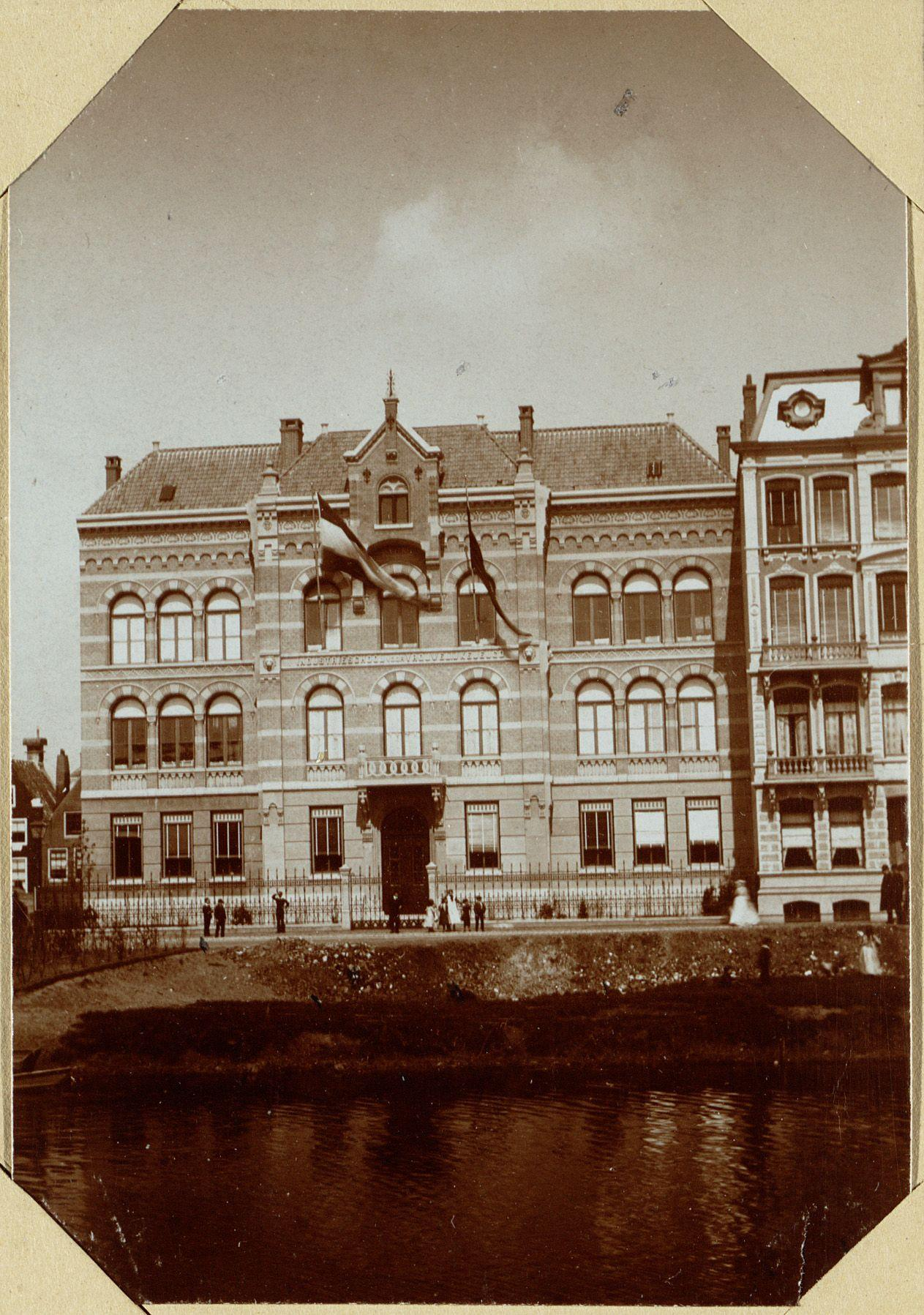
De Industrieschool in haar oorspronkelijke staat; Het Barlaeus Gymnasium moet nog gebouwd worden
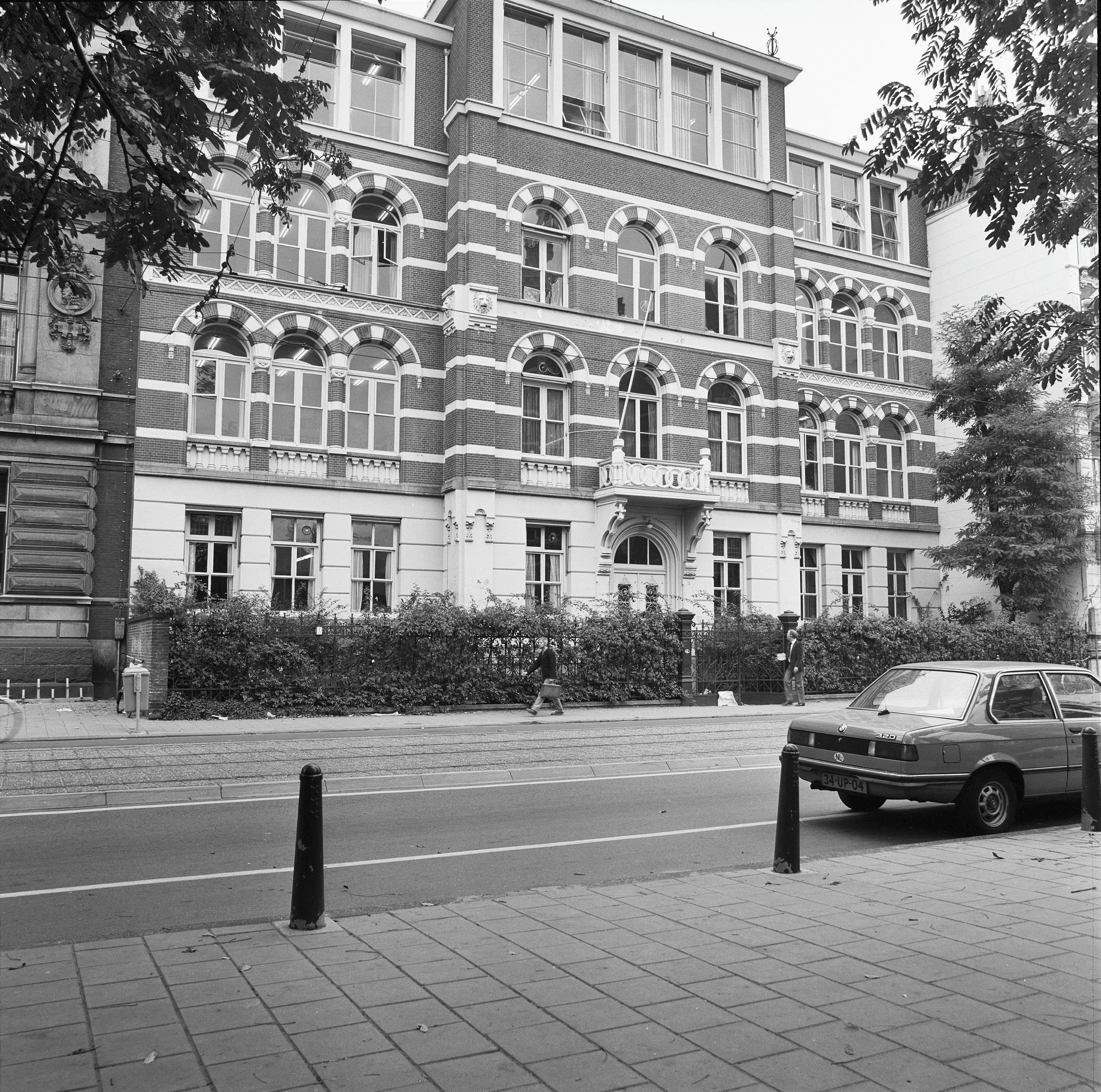
De school in 1979, nog steeds met voortuin